# Draperi
Draperi är ett långt förhänge som når till golvet ofta med många veck och består av tjockt eller tunt tyg eller plast som anbringas vid dörr eller vägg. Draperierna kan vara i ett stycke eller bestå av smala våder. Duschdraperier kan dock vara tillverkade av andra, ofta vattenavvisande material, och används för att förhindra duschvatten att stänka utanför duschen. 

## Industridraperier

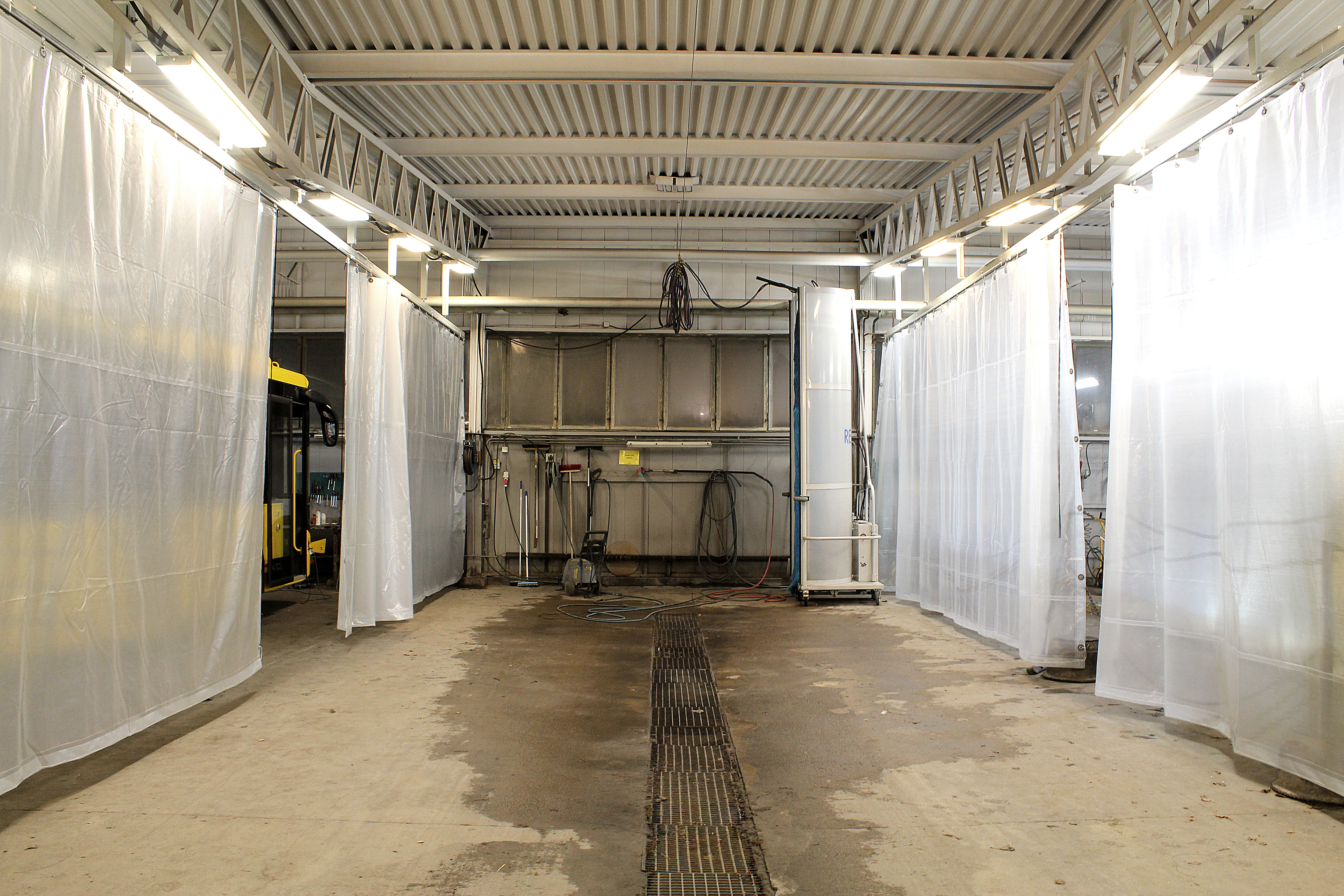
Industridraperi i kraftig PVC i en tvätthall för bussar.

Draperier är vanliga inom industrin och i verkstäder för att skärma av utrymmen, som rumsavdelare eller som ett skydd. Industridraperier är ofta tillverkade av kraftig plast. Det finns draperier för olika ändamål. Det kan till exempel vara svetsdraperi, väderskydd, ljudisolering eller stänkskydd. Draperierna kan vara ett stycke eller små smala våder som även kallas stripes. Draperier hängs ofta upp med hjälp av en skena eller vajer för att de ska vara skjutbara.